# La familia Goode
La Familia Goode es una comedia de animación que en España emite TNT como parte del bloque de animación para adultos de Adult Swim. 
El creador de esta familia obsesivamente ecológica y políticamente correcta es Mike Judge. 

## Premisa
Una familia compuesta por una madre, un padre, dos hijos y un perro. El padre es el típico liberal que va en bicicleta; la madre está obsesionada con el comercio justo y la agricultura orgánica; Ubuntu es el niño adoptado africano con el que siempre soñaron pero que, por motivos burocráticos, resultó ser de Sudáfrica, blanco y rubio; y Bliss, hija biológica bastante menos concienciada que sus padres y con ganas de ser popular.
Cada uno es un personaje peculiar en sí mismo pero todos son veganos, súper ecologistas y defensores de las minorías. Sin olvidarnos de Ché, un perro que podría ser normal si no fuera porque al estar alimentado con pienso vegano, se convierte en el depredador número 1 del barrio.